# SKB Stadtfernsehen Brandenburg
SKB Stadtfernsehen Brandenburg war ein lokaler Privatsender in Brandenburg an der Havel. Er ging am 15. September 1996 erstmals auf Sendung und sendete sein Programm bis 31. Oktober 2022.

## Geschichte
Seit dem 14. Februar 2013 sendete der SKB in HD-Qualität. Der Sender hatte Beziehungen auch zu anderen Medienanstalten im Land Brandenburg. Er erstellte tagesaktuelle Nachrichten, Werbung, Imagefilme und Dokumentationen. Kunden stammten aus dem In- und Ausland.
Aufgrund eines sexistischen Beitrages erhielt der SKB im Jahr 2018 eine Rüge von der Medienanstalt Berlin-Brandenburg. In diesem wurde eine 19-jährige Mitarbeiterin des CDU-Landtagsabgeordneten Andreas Gliese vorgestellt. Der Medienrat rügte eine sexualisierte Darstellung durch Kameraführung auf Dekolleté und Gesäß der Frau, begleitet von Textpassagen wie „diese attraktive Lady“. Als Reaktion darauf verklagte SKB-Geschäftsführer Klaus-Peter Tiemann die MABB und warf dem Medienrat vor, dieser führe sich wie eine „Geschmackspolizei“ auf.
Am 21. Oktober 2022 teilte der langjährige Geschäftsführer Klaus-Peter Tiemann mit, dass die geänderte Mediennutzung der Grund ist, den Sendebetrieb einzustellen. „Wir wollen heute immer sofort wissen, wo etwas passiert ist und in Echtzeit auf dem Laufenden bleiben. Diesem Bedürfnis kann eine Nachrichtensendung, wie wir sie produzieren, nur noch bedingt nachkommen“, sagte er.

## Programm
Der Sender produzierte täglich aktuelle Nachrichten sowie Magazine. Diese wurden stündlich wiederholt.
Kern war das SKB Journal, tagesaktuelle, moderierte Nachrichten aus Brandenburg an der Havel und umliegenden Gebieten. Die Ausgabe ging jeweils um 18:00 Uhr auf Sendung. Der Rest der Stunde bis zur nächsten Wiederholung wurde täglich wechselnd mit verschiedenen Formaten, wie dem SKB Infopoint oder dem Polittalk gefüllt.

### Eigene Formate
- SKB Infopoint: Infofenster mit Veranstaltungstipps und Werbung neben Musikvideos
- Polittalk: Talkrunde mit wechselnden Gästen aus lokaler und regionaler Politik, moderiert von Chefredakteur Gerd Glaser

### Fremdformate
- Brandenburg-Journal (welches auch auf SKB-Beiträge zurückgreift)
- Yagaloo
- KinoNews TV (Kinomagazin)

## Empfang
Laut dem Sender schauten mehr als 50 % der Brandenburger regelmäßig das aktuelle Programm. Neben Bewohnern der Stadt Brandenburg an der Havel konnten auch Kunden der RFT Brandenburg/Havel in Bad Belzig, Rathenow, Premnitz, Ludwigsfelde, Luckenwalde sowie Geltow und Borkwalde das Programm empfangen.
Seit September 2013 sendete der SKB auf den Gemeinschaftssender BB-MV-LokalTV (Lokalsender aus Brandenburg und Mecklenburg-Vorpommern) über den Astra-Satelliten. Wochentags konnte man dort das aktuelle SKB Journal empfangen.
Des Weiteren wurde auf der Website des Senders das tägliche Journal der vergangenen Woche als Stream angeboten.

## Weitere Angebote
Seit dem 2. Mai 2013 stellte der Sender auf seiner Website unter der Kategorie News auch ein Nachrichtenportal für seine Benutzer zur Verfügung.
Kurz darauf, ab dem 8. Mai 2013, standen den Benutzern auch ein Shop und die Möglichkeit, einzelne Beiträge auf DVD zu bestellen, zur Verfügung.